# Виконт Голуэй

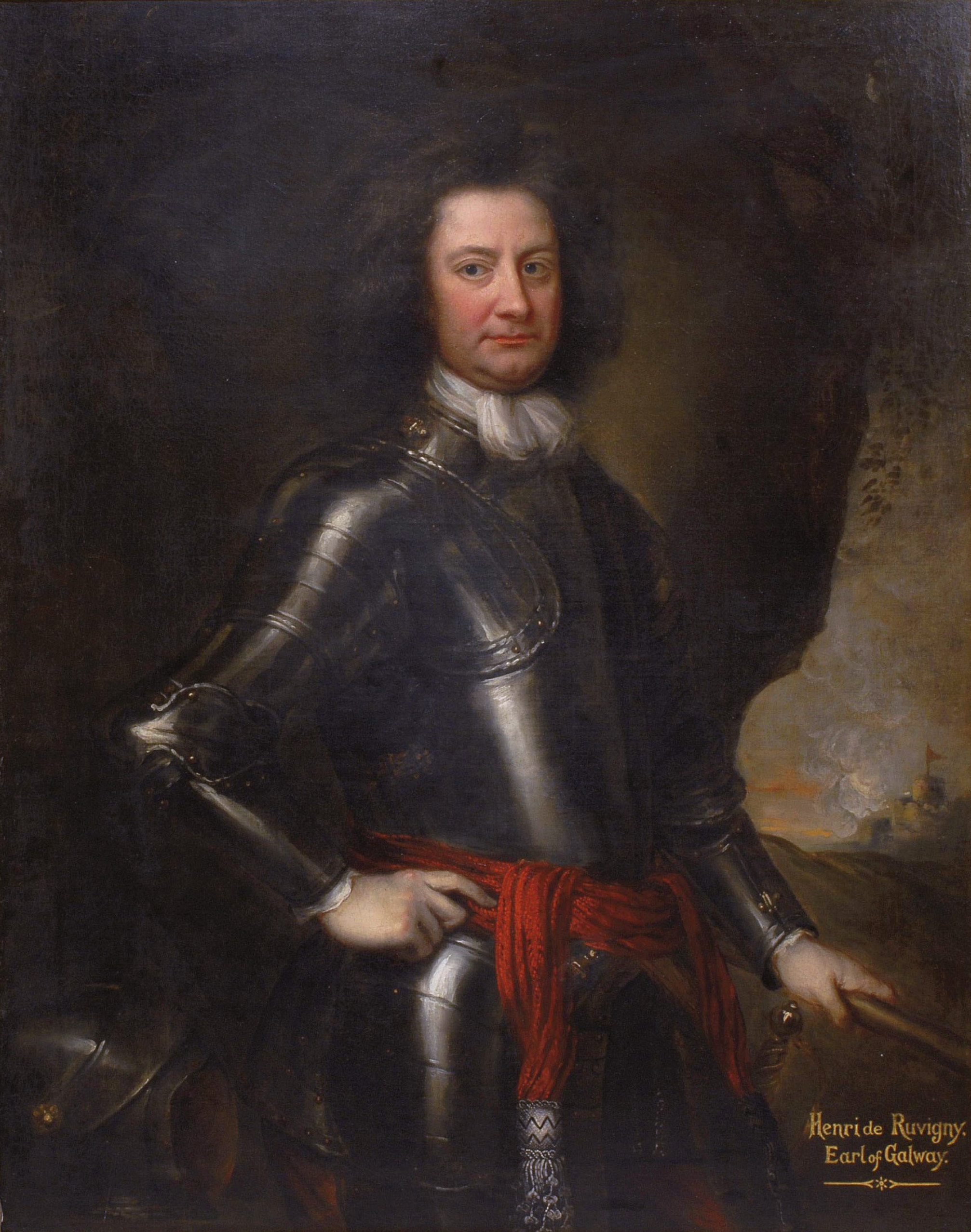
Анри де Массо, 2-й маркиз де Рувиньи, 1-й виконт Голуэй и 1-й граф Голуэй

Виконт Голуэй  (англ. Viscount Galway) — аристократический титул, созданный четырежды в системе Пэрства Ирландии (1628, 1687, 1692, 1727).

## История
Впервые титул виконта Голуэя был создан 23 августа 1628 года в пэрстве Ирландии для Ричарда Берка, 4-го графа Кланрикарда (1572—1635). Вместе с титулом виконта Голуэя он получил титул графа Сент-Олбанса в пэрстве Англии.
Вторично титул виконта Голуэя был создан 2 июня 1687 года в пэрстве Ирландии для Улика Бёрка (1670—1691). Вместе с титулом виконта он получил титул барона Тигуина в звании пэра Ирландии. Впрочем, оба титула угасли после его ранней смерти в 1691 году.
В третий раз титул виконта Голуэя был воссоздан 25 ноября 1692 года для французского военного и дипломата Генри де Масами, маркиза де Рувиньи (1648—1720). 12 мая 1697 года он также получил титул графа Голуэя. В 1720 году после его смерти оба титула прервались.
17 июля 1727 года титул виконта Голуэя в пэрстве Ирландии был в четвертый раз воссоздан для Джона Монктона (1695—1751). Он получил титулы барона Килларда в графстве Клэр и виконта Голуэя. Он представлял в Палате общин Великобритании Клайтеро и Понтефракт, а также занимал должность генерального землемера лесов в Англии и Уэльсе. Его сын, Уильям Монктон, 2-й виконт Голуэй (ум. 1772), заседал в Палате общин от Понтефракта и Тирска. В 1769 году он получил королевское разрешение на дополнительную фамилию «Арундел». Его сын, Генри Уильям Монктон-Арунделл, 3-й виконт Голуэй (1749—1774), кратко представлял Понтефракт в британском парламенте. Ему наследовал его младший брат, Роберт Монктон-Арунделл, 4-й виконт Голуэй (1752—1810), который заседал в Палате общин от Понтефракта и Йоркшира. Его сын, Уильям Джордж Монктон-Арунделл, 5-й виконт Голуэй (1782—1834), по королевскому разрешению от 1826 года прекратил использовать фамилию «Арундел», но получил королевское разрешение на то, что все старшие сыновья и наследники виконта должны были носить двойную фамилию «Монктон-Арундел», а представители младших ветвей семьи могли использовать только фамилию «Монктон».

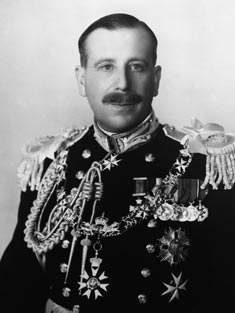
Джордж Вер Арундел Монктон-Арунделл, 8-й виконт Голуэй (1882—1943)

Его сын, Джордж Эдвард Арунделл Монктон-Арунделл, 6-й виконт Голуэй (1805—1876), длительное время заседал в Палате общин Великобритании от Восточного Ретфорда (1847—1876). Его сын, Джордж Эдмунд Милнс Монктон-Арунделл, 7-й виконт Голуэй (1844—1931), представлял Северный Ноттингемшир в Палате общин от консервативной партии (1872—1885), а также являлся флигель-королевы Виктории, короля Эдварда VII и короля Георга V. В 1887 году для него был создан титул барона Монктона из Серлби в графстве Ноттингем (Пэрство Соединённого королевства), что давало ему и его потомкам автоматическое место в Палате лордов Великобритании. Его сын, Джордж Вер Арундел Монктон-Арунделл, 8-й виконт Голуэй (1882—1943), был генерал-губернатором Новой Зеландии с 1935 по 1941 год.
Ему наследовал его сын, Саймон Джордж Роберт Монктон-Арунделл, 9-й виконт Голуэй (1929—1971). После его смерти в 1971 году титул барона Монктона из Серлби прервался, а ирландские титулы унаследовал его троюродный брат, Уильям Арунделл Монктон-Арунделл, 10-й виконт Голуэй (1894—1977). Он был внуком достопочтенного Эдмунда Гамбье Монктона, четвертого сына 5-го виконта, и, поскольку он был членом младшей ветви семьи, он носил одну фамилию «Монктон». Тем не менее он получил королевское разрешение на дополнительную фамилию «Арундел» для себя и своих преемников. В 1980 году после смерти его младшего брата, Эдмунда Сэвила Монктона-Арунделла, 11-го виконта (1900—1980), эта линия семьи также не угасла.
По состоянию на 2025 год, носителем титула являлся его троюродный племянник, Джордж Руперт Монктон, 12-й виконт Голуэй (род. 1922). Он — внук Джона Мармадюка Монктона, третьего сына достопочтенного Эдмунда Гамбье Монктона, четвертого сына 5-го виконта Голуэя. Лорд Голуэй проживает в Канаде.

## Виконты Голуэй, первая креация (1628)
См. граф Кланрикард

## Виконты Голуэй, вторая креация (1687)
- 1687—1691: Улик Бёрк, 1-й виконт Голуэй (1670 — 12 июля 1691), сын Уильяма Бёрка, 7-го графа Кланрикарда (ум. 1687), и леди Хелен Маккарти (ум. 1720/1722).

## Виконты Голуэй, третья креация (1692) и графы Голуэй (1697)
- 1692—1720: Анри де Массо, маркиз де Рувиньи, 1-й виконт Голуэй (9 апреля 1648 — 3 сентября 1720), наместник Ирландии, сын французского гугенота Танкреда де Массо, 1-го маркиза Рувиньи.

## Виконты Голуэй, четвертое создание (1727)
- 1727—1751: Джон Монктон, 1-й виконт Голуэй (1695 — 15 июля 1751), старший сын ирландского политика Роберта Монктона (1659—1722);
- 1751—1772: Уильям Монктон-Арунделл, 2-й виконт Голуэй (ум. 1772), старший сын предыдущего от первого брака;
- 1772—1774: Монктон-Арунделл, Генри, 3-й виконт ГолуэйГенри Уильям Монктон-Арунделл, 3-й виконт Голуэй (15 мая 1749 — 2 марта 1774), второй сын предыдущего;
- 1774—1810: Роберт Монктон-Арунделл, 4-й виконт Голуэй (4 июля 1752 — 23 июля 1810), младший брат предыдущего;
- 1810—1834: Уильям Джордж Монктон-Арунделл, 5-й виконт Голуэй (28 марта 1782 — 2 февраля 1834), единственный сын предыдущего;
- 1834—1876: Джордж Эдвард Арунделл Монктон-Арунделл, 6-й виконт Голуэй (1 марта 1805 — 6 февраля 1876), старший сын предыдущего;
- 1876—1931: Джордж Эдмунд Милнс Монктон-Арунделл, 7-й виконт Голуэй (18 ноября 1844 — 7 марта 1931), единственный сын предыдущего;
- 1931—1943: Джордж Вер Арундел Монктон-Арунделл, 8-й виконт Голуэй (24 марта 1882 — 27 марта 1943), единственный сын предыдущего;
- 1943—1971: Саймон Джордж Роберт Монктон-Арунделл, 9-й виконт Голуэй (11 ноября 1929 — 1 января 1971), единственный сын предыдущего;
- 1971—1977: Уильям Арунделл Монктон-Арунделл, 10-й виконт Голуэй (24 сентября 1894 — 15 августа 1977), старший сын Уильяма Генри Монктона (1846—1900), внук достопочтенного Эдмунда Гамбье Монктона (1809—1872), правнук 5-го виконта Голуэя;
- 1977—1980: Эдмунд Сэвил Монктон-Арунделл, 11-й виконт Голуэй (11 сентября 1900 — 30 января 1980), младший брат предыдущего;
- 1980—2017: Джордж Руперт Монктон, 12-й виконт Голуэй (13 октября 1922 — 30 сентября 2017), младший (второй) сын Филипа Макмадюка Монктона (1892—1965), внук Макмадюка Джона Монктона (1853—1922), правнук достопочтенного Эдмунда Гамбье Монктона (1809—1872), сына 5-го виконта Голуэя;
- 2017 — настоящее время: Джон Филип Монктон-Арунделл, 13-й виконт Голуэй (род. 8 апреля 1952), единственный сын предыдущего;
  - Наследник: Пирс Алистер Карлос Монктон (род. 1962), прапрапраправнук 1-го виконта Голуэя;
    - Наследник наследника: Оливер Джордж Карлос Монктон (род. 1993).